# Shan Jun
Jun Shan (7 agosto 1994) è un pugile cinese.

## Palmarès
- Campionati asiatici

Tashkent 2017: bronzo nei pesi leggeri.